# Kadzidło (Mazovië)
Kadzidło is een dorp in het Poolse woiwodschap Mazovië, in het district Ostrołęcki. De plaats maakt deel uit van de gemeente Kadzidło en telt 4032 inwoners.